# Серкали
Серкали (узб. Serkali) — археологический памятник эпохи бронзы, второй половины II тысячелетия до н.э. Сезонная стоянка племён бронзового века, проходивших по территории современного Ташкента. Эти же племена соорудили могильник Чильдухтарантепа. 

## Расположение
Находится на северо-востоке Ташкента, в истоке канала Каракамыш в урочище Ёнарык.

## Характеристика
Обнаружены остатки жилищ, что является достаточно редким явлением для археологических памятников бронзового века.
Было найдено более 170 фрагментов керамики, составляющих примерно 14—15 штук декорированных и недекорированных сосудов, относящихся к алакульской культуре. Керамика преимущественно плоскодонная и частично круглодонная, выполненная ленточным методом, характерным для эпохи бронзы. На декорированные сосуды был нанесён узор, состоящий из пяти рядов волнистых или изогнутых линий, изготовленный крупным рубчатым штампом. Целых керамических изделий обнаружено не было. Керамика идентична, найденной в «могильнике Никифорова». Также были найдены кости животных и бронзовые предметы, в том числе ювелирные украшения и наконечники стрел.

## История открытия и изучения
Обнаружена и исследована в 1967 году Бозсувской археологической экспедицией Института истории и археологии Академии Наук Узбекской ССР.